# Бистра (Силістринська область)
Би́стра (болг. Бистра) — село в Силістринській області Болгарії. Входить до складу общини Алфатар.

## Населення
За даними перепису населення 2011 року у селі проживала 381 особа.
Національний склад населення села:
| Національність   | Кількість осіб | Відсоток |
| ---------------- | -------------- | -------- |
| цигани           | 212            | 55,6%    |
| турки            | 143            | 37,5%    |
| інша             | 0              | 0%       |
| не визначились   | 0              | 0%       |
| Всього відповіли | 381            |          |

Розподіл населення за віком у 2011 році:
Динаміка населення: